# Standing NATO Maritime Group 1
Standing NATO Maritime Group 1 of SNMG1 is op 1 januari 2005 ontstaan toen de naam van STANAVFORLANT (Standing Naval Force Atlantic) is veranderd in SNMG1. SNMG1 bestaat uit 6 tot 10 jagers en/of fregatten. Canada, Duitsland, Nederland, het Verenigd Koninkrijk en de Verenigde Staten leveren op permanente basis allemaal één schip. Naast deze landen leveren België, Denemarken, Noorwegen, Portugal en Spanje op onregelmatige basis schepen.
Overigens lukt het Nederland niet altijd meer, door de inkrimpingen bij de Koninklijke Marine, een fregat te leveren. Een enkele maal maakt dan een bevoorradingsschip deel van het scheepsverband. Het is zelfs al voorgekomen dat de Nederlandse bijdrage beperkt was tot een verbindingsofficier.

## Geschiedenis
De basis voor SNMG1 werd gelegd in de jaren zestig van de 20e eeuw toen er een voorstel kwam voor een anti-onderzeeboot eenheid. Canada, Nederland, het Verenigd Koninkrijk en de Verenigde Staten gaven invulling aan dat voorstel door ieder één schip beschikbaar te stellen voor de vijf maanden durende oefening MATCHMAKER I. MATCHMAKER I werd opgevolgd door MATCHMAKER II en III. Het succes van de MATCHMAKER oefeningen heeft de NAVO in december 1967 doen besluiten om STANAVFORLANT (STANding NAVal FORces atLANTic) op te richten. Op 13 januari 1968 werd STANAVFORLANT officieel in dienst genomen na een korte ceremonie in Portland.

## Recente gebeurtenis
Nadat er in 2007 een vulkaanuitbarsting plaatsvond op het eilandje Jabal al-Tair, voor de kust van Jemen, werd de SNMG1 om hulp gevraagd. Het Nederlandse fregat Evertsen was als een van de eerste schepen ter plaatse om hulp te bieden. De vloot heeft 2 mensen uit het water kunnen redden.
Maar Nederland heeft de leiding op 30 juni van de gehele vloot overgenomen voor een jaar en zal 3 fregatten in dat jaar geven aan de missie. ook is er op 22 juni 2010 bekendgemaakt dat Nederland een onderzeeër zal sturen naar het gebied.